# Zornheim
Zornheim är en kommun och ort i Landkreis Mainz-Bingen i förbundslandet Rheinland-Pfalz i Tyskland.
Kommunen ingår i kommunalförbundet Verbandsgemeinde Nieder-Olm tillsammans med ytterligare sju kommuner.